# Fortitude (album)
Pour les articles homonymes, voir Fortitude.
Albums de Gojira
Magma
(2016)
Singles
1. Another World
Sortie : 5 août 2020
2. Born For One Thing
Sortie : 17 février 2021
3. Amazonia
Sortie : 26 mars 2021
4. Into The Storm
Sortie : 12 avril 2021
5. The Chant
Sortie : 25 avril 2021

Fortitude est le septième album studio du groupe de death metal français Gojira, sorti le 30 avril 2021 sous le label Roadrunner Records.

## Production
La production de Fortitude commence début 2018 avec une sortie initialement prévue le 20 juin 2020,. L'album est enregistré au Silver Cord Studio dans le Queens à New York et est mixé par le producteur Andy Wallace qui devait « prendre sa retraite » et a fait une « exception pour le groupe ». Le mixage devait débuter le 16 mars 2020 avant qu'Andy Wallace n'annule la session à cause de la pandémie de Covid-19. 
La sortie de l'album est repoussée une première fois en septembre. Mais la situation sanitaire empêchant un retour sur scène, la sortie est encore repoussée jusqu'en avril 2021. 
Le chanteur et guitariste du groupe, Joe Duplantier, explique dans une interview réalisée le 26 février 2021 que Born For One Thing servira de « morceau d'ouverture aux futurs concerts » et que le titre Amazonia fait « directement référence à Sepultura ».

## Sortie
Le 5 août 2020, Gojira sort un single intitulé Another World, accompagné d'un clip inspiré de La Planète des singes. Le 17 février 2021, Gojira annonce la sortie de l'album, prévue le 30 avril 2021, et sort un second single, Born For One Thing. Un troisième single, Amazonia, est publié le 26 mars 2021, en même temps qu'est lancée une campagne caritative pour la défense des peuples indigènes du Brésil qui souffrent de la déforestation et de la perte de leurs terres. Un quatrième single, Into The Storm, sort le 12 avril 2021, puis un cinquième, The Chant, le 26 avril 2021.

## Accueil
Cet album est placé dans les « Albums du mois » du magazine Rock Hard, qui place le groupe en couverture. Le qualifiant de métal extrême progressif, le journaliste souligne les nombreux éléments de continuité dans la musique et les thématiques. Certains morceaux sont ainsi très rentre-dedans et puissants, tels Grind ou Into the storm, tandis que d'autres sont plus mélodiques et planants tels The Chant ou The Trails.
Another World marque la première apparition d'une chanson du groupe dans un classement du Billboard, débutant à la 12e place des ventes des chansons Hard Rock en streaming et à la 25e place du classement Hot Hard Rock Songs.
Fortitude entre à la première place du classement américain des ventes d'albums tous genres d'iTunes. Le 1er mai 2021 l'album se positionne à la 15e place du classement mondial des ventes d'albums tous genres d'Apple Music. Le 2 mai 2021, Fortitude est à la première place du classement iTunes Top 100 Albums en France, ainsi qu'à la 3e place du classement iTunes Top 100 Albums au Canada, et se stabilise à la 4e place du classement américain iTunes Top 100 Albums. Pendant quatre jours consécutifs, l'album est à la première place du classement mondial des ventes d'albums tous genres d'iTunes.

## Thématique
Joseph Duplantier raconte dans une interview le choix du nom de l'album : celui-ci a pour but « d'inspirer les gens à être la meilleure version d'eux-mêmes et à être forts quoi qu'il arrive ». 

## Liste des titres
| 1.    | Born For One Thing | 4:20 |
| 2.    | Amazonia           | 5:00 |
| 3.    | Another World      | 4:24 |
| 4.    | Hold On            | 5:30 |
| 5.    | New Found          | 6:36 |
| 6.    | Fortitude          | 2:07 |
| 7.    | The Chant          | 5:12 |
| 8.    | Sphinx             | 4:00 |
| 9.    | Into The Storm     | 5:02 |
| 10.   | The Trails         | 4:07 |
| 11.   | Grind              | 5:34 |
| 51:52 |                    |      |

## Crédits

### Composition du groupe
- Joe Duplantier – chant et guitare
- Christian Andreu – guitare
- Jean-Michel Labadie – basse
- Mario Duplantier – batterie

### Membres additionnels
- Andy Wallace – mixage

## Classements hebdomadaires
| Classement (2021)                     | Meilleure position |
| ------------------------------------- | ------------------ |
| Allemagne (Media Control AG)          | 8                  |
| Australie (ARIA)                      | 3                  |
| Autriche (Ö3 Austria Top 40)          | 3                  |
| Belgique (Flandre Ultratop)           | 5                  |
| Belgique (Wallonie Ultratop)          | 2                  |
| Canada (Canadian Albums Chart)        | 15                 |
| Danemark (Tracklisten)                | 3                  |
| Écosse (OCC)                          | 6                  |
| Espagne (Promusicae)                  | 24                 |
| États-Unis (Billboard 200)            | 12                 |
| États-Unis (Top Hard Rock Albums)     | 1                  |
| États-Unis (Top Rock Albums)          | 1                  |
| Finlande (Suomen virallinen lista)    | 2                  |
| France (SNEP)                         | 2                  |
| Irlande (IRMA)                        | 17                 |
| Italie (FIMI)                         | 47                 |
| Norvège (VG-lista)                    | 10                 |
| Nouvelle-Zélande (RIANZ)              | 18                 |
| Pays-Bas (Mega Album Top 100)         | 4                  |
| Portugal (AFP)                        | 4                  |
| Royaume-Uni (UK Albums Chart)         | 6                  |
| Royaume-Uni (UK Rock and Metal Chart) | 1                  |
| Suède (Sverigetopplistan)             | 13                 |
| Suisse (Schweizer Hitparade)          | 4                  |